# Smokepurpp
Smokepurpp, de son vrai nom Omar Pineiro, né le 15 mai 1997 à Chicago, est un rappeur et chanteur américain originaire de Miami en Floride. Smokepurpp a rencontré un premier succès sur SoundCloud en 2017, avec le morceau Ski Mask. Il est l'une des principales figures du « SoundCloud rap ».

## Biographie

### Jeunesse
Pineiro naît le 15 mai 1997 à Chicago et y grandit jusqu'à ses 3 ans avant de déménager avec sa famille à Miami, en Floride. Parlant de son éducation, Pineiro se décrivait lui-même au lycée comme un individu calme qui s'entourait de divers groupes de personnes.
Pineiro commence sa carrière musicale en tant que producteur, un passe-temps qu'il a initialement adopté pour tenter de combler son ennui. Tout en faisant cela, il pousse son ami Gazzy Garcia dit Lil Pump à rapper aussi. Il commence à rapper car personne n’achète ses morceaux instrumentaux et profite de l'ampleur que prend la plateforme de distribution audio SoundCloud. Pineiro abandonne alors l'école secondaire dans sa dernière année.

## Carrière
Smokepurpp publie son premier titre sur SoundCloud en 2015 qui s'appelle 30's en featuring avec Lil Pump mais décide rapidement de le supprimer, en raison de sa mauvaise qualité. Plus tard, il sort un deuxième morceau intitulé Live Off a Lick, en collaboration avec le rappeur XXXTentacion.
En mars 2017, Pineiro signe chez Interscope Records et Alamo Records. Le 9 mars 2017, il annonce sur Twitter la sortie de sa première mixtape. Le 14 mars 2017, il annonce que cette mixtape sera intitulée : Deadstar.
En mai 2017, Pineiro sort "Audi". Le single devient vite son plus gros morceau, avec plus de 80 millions d'écoutes sur Soundcloud, et 180 millions sur Spotify en octobre 2017. En septembre 2017, Pineiro annonce que la date de sortie de sa mixtape Deadstar est fixé au 22 septembre, et sort le morceau Bless Yo Trap pour accompagner l'annonce. La sortie de la mixtape est finalement retardée.
Deadstar sort le 28 septembre 2017, contenant de collaborations des artistes tels que Chief Keef, Lil Pump, Juicy J, ou encore Travis Scott. À la suite de cette sortie, Pineiro signe sur le label Cactus Jack Records dirigé par Travis Scott.
Le 8 novembre 2017, pendant l'émission TRL diffusée sur MTV, il annonce le projet d'une mixtape en collaboration avec le producteur Murda Beatz, intitulée Bless Yo Trap. La mixtape sort le 13 avril 2018.
Le 20 mars 2018, alors que Pineiro est au festival SXSW, il fait une interview avec Nardwuar the Human Serviette, dans laquelle on apprend l'existence d'un projet pour 2018 appelé Sound of Space, en plus du projet Deadstar 2.
Plus tard dans l'année, lui et son meilleur ami et collaborateur Lil Pump décident de créer leur propre label ensemble. Il s'appellera Gucci Gang : The Label.

## Discographie

### EPs
| Titre            | Détails                                                  |
| ---------------- | -------------------------------------------------------- |
| Up Now Fuck Next | - Sortie: 12 mai 2017 - Label: Alamo - Format: numérique |

### Albums
| Titre                            | Détails                                                                                        | Classement | Classement | Classement | Classement |
| Titre                            | Détails                                                                                        | US         | US R&B/HH  | US Rap     | CAN        |
| -------------------------------- | ---------------------------------------------------------------------------------------------- | ---------- | ---------- | ---------- | ---------- |
| Deadstar                         | - Sortie: 29 septembre 2017 - Label: Alamo, Interscope, Cactus Jack - Format: Digital download | 42         | 24         | 16         | 77         |
| Bless Yo Trap (avec Murda Beatz) | - Sortie: 13 avril 2018 - Label: Alamo, Interscope, Cactus Jack - Format: Digital download     | 40         | 22         | 17         | 30         |
| Deadstar 2                       | - Sortie: 13 décembre 2019 - Label: Alamo, Interscope, Cactus Jack - Format: Digital download  | —          | —          | —          | —          |
| Lost Planet 2.0                  | - Sortie: 10 mai 2019 - Label: Alamo, Interscope, Cactus Jack - Format: Digital download       | —          | —          | —          | —          |

### Singles
| Titre                                                              | Année | Classements | Certifications | Album         |
| Titre                                                              | Année | US Bub.     | Certifications | Album         |
| ------------------------------------------------------------------ | ----- | ----------- | -------------- | ------------- |
| "Audi"                                                             | 2017  | —           | - RIAA: Gold   | Deadstar      |
| "123" (Avec Murda Beatz)                                           | 2018  | 19          |                | Bless Yo Trap |
| "Do Not Disturb" (Avec Murda Beatz featuring Offset et Lil Yachty) | 2018  | —           |                | Bless Yo Trap |